# Les Amies et Amis de la Commune de Paris 1871
Les Amies et Amis de la Commune de Paris 1871, auparavant association des amis de la Commune de Paris (1871), est une association française créée en 1882 par les communards rentrant d'exil et de déportation, avec pour but de faire connaître l'histoire de la Commune et d'en entretenir la mémoire. Sa devise est « Le cadavre est à terre mais l'idée est debout ». Il s'agit de la plus ancienne organisation du mouvement ouvrier français encore en activité.

## Historique
Le 11 juillet 1880, la loi d'amnistie totale est votée à l'Assemblée nationale. Les communards déportés commencent à revenir et des mouvements de solidarité s'organisent pour les accueillir. En 1881, la « Société protectrice des citoyens contre les abus » créée par le docteur Edmond-Alfred Goupy est la première en date, elle disparaîtra par la suite.
Le 21 novembre 1881 se crée la « Solidarité des proscrits de 1871 » (dont le secrétaire est le citoyen Berthier et la trésorière la citoyenne Cadolle (Le Radical, 1er décembre 1881 et plusieurs autres journaux), fondée à l'initiative d'Henry Louis Champy et ancêtre de l'« association des amis de la Commune », Le trésorier en sera plus tard Jean Allemane. Son nom change plusieurs fois : « Solidarité des militants de 1871 » en 1884, puis « Société fraternelle des anciens combattants de la Commune » en 1889.
Les membres de la  Fraternelle aident les anciens de la Commune et leur famille, reprennent des actions militantes, participent aux querelles de l'époque, agitation boulangiste, affaire Dreyfus et organisent les obsèques des anciens camarades. Chaque année, un banquet réunit ses membres.
La loi de 1901 apparue, la Fraternelle se transforme en 1905 en « Association fraternelle des anciens combattants de la Commune ». Le 21 mai 1908, une plaque est apposée sur le mur des Fédérés au cimetière du Père-Lachaise, le 22 mai 1910 un monument aux morts de la Commune est érigé au Cimetière du Montparnasse grâce à une souscription populaire.

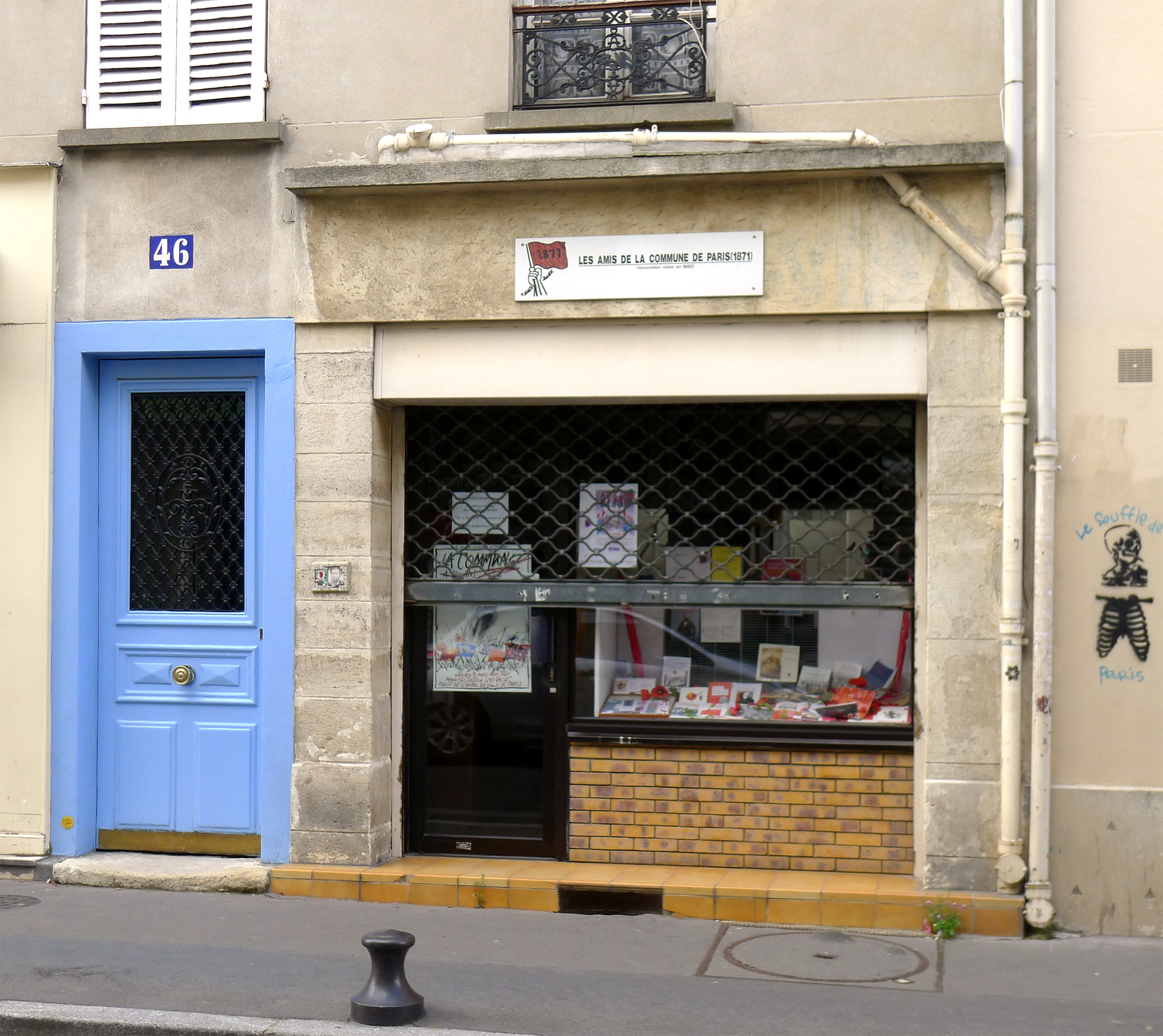
Le local de l'association en 2014.

Le nombre des anciens communards déclinant, l'association s'ouvre aux amis et sympathisants et prend le titre d'« Association des anciens combattants et amis de la Commune » en 1914. La Première Guerre mondiale arrivant, l'association se range aux côtés de l'Union sacrée tout en exprimant quelques critiques contre le gouvernement. L'entre-deux guerres voit des dissensions politiques et syndicales s'instaurer et l'Association s'affaiblit. En 1929, elle prend le titre d'« Association des vétérans et des amis de la Commune ».

## Occupation et renaissance
La période de l'Occupation met sous le boisseau les activités de l'association qui reprennent sans vigueur jusqu'en 1957. En 1962, elle renaît sous l'impulsion du postier syndicaliste et communiste Emmanuel Fleury : Jacques Duclos en devient président. Un appel solennel est lancé :

« En redonnant vie à l'Association des Amis de la Commune de Paris, nous avons voulu, dans la mesure de nos moyens qui sont encore faibles et que nous nous efforcerons d'accroître, assurer la présence agissante en France d'un groupement d'hommes et de femmes conscients de l'importance historique de la révolution parisienne du 18 mars 1871 et dont la raison d'être est d'honorer la mémoire des héros de la Commune, de continuer à faire connaître la vie de ces combattants héroïques, de défendre la grand idéal de libération humaine pour lequel ils luttèrent et tombèrent en grand nombre... »

La reconstitution de l'« Association des amis de la Commune (1871) » est publiée au Journal officiel du 15 juillet 1962. Elle apparaît publiquement le 23 mars 1963 par la pose d'une plaque à la mémoire de Zéphirin Camélinat au 137, rue de Belleville. La tradition des banquets annuels est reprise et un bulletin annuel est édité. 
Avec l'approche de la célébration du centième anniversaire de la Commune, l'association déborde d'activité. Lors de la Fête de l'Humanité de 1970, le stand de l'association présente une exposition d'affiches d'époque et recueille 300 adhésions. La commémoration nationale de 1971 est un succès, de nombreux débats, publications et expositions voient le jour.

## L'association aujourd'hui

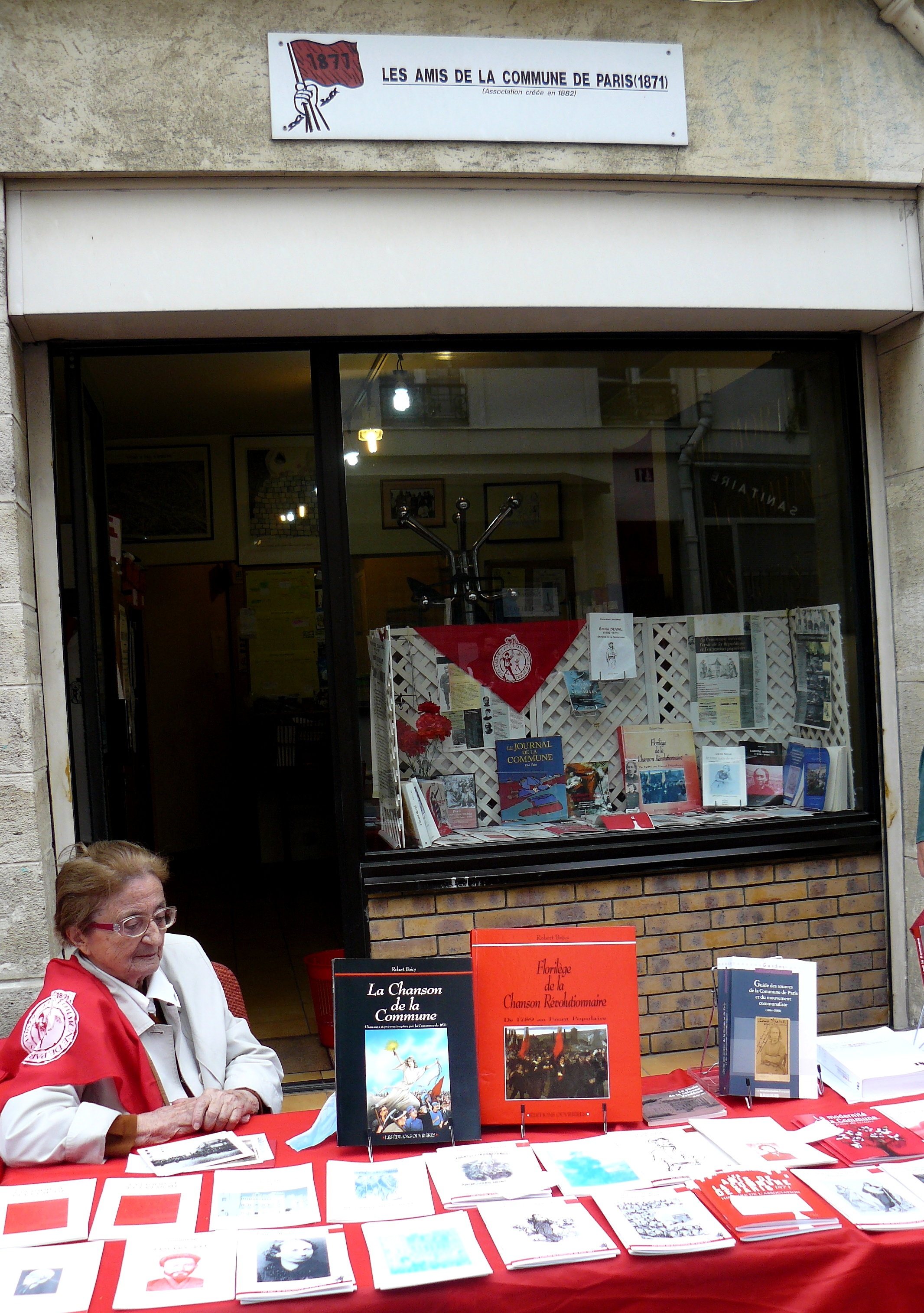
Le local de l'association lors d'une fête locale.

Pour l'anniversaire des 140 ans, un parcours "Paris communard" est lancé, ainsi que d'autres festivités devant l'hôtel de ville de Paris. 
En 2013, l'association féminise son nom et devient Les Amies et Amis de la Commune de Paris 1871.
En 2021, l'association compte 2 161 membres. 
Un local permanent incluant une librairie et un fonds documentaire important est installé au 46, rue des Cinq-Diamants, dans le quartier de la Butte-aux-Cailles. De nombreuses brochures et un bulletin sont édités, la tradition des banquets annuels est perpétuée et une manifestation est organisée dans Paris chaque année pour le premier jour de la Commune, le 18 mars, entre autres activités. L'association commémore aussi le dernier jour de la Commune par une montée au mur des Fédérés qui rassemble une quarantaine d'associations, syndicats, partis politiques.

## Présidents de l'association
- 1905 - 1918 : Edmond Goupil
- 1918 - 1929 : Élie May[8]
- 1929 - 1932 : Zéphirin Camélinat
- 1932 - 1937 : Charles Rappoport
- 1937 - 1957 : Francis Jourdain
- 1962 - 1975 : Jacques Duclos
- 1975 - 1983 : Jean Bruhat
- 1983 - 2003 : Claude Willard[7]
- 2003 - 2015 : Jean-Louis Robert
- 2007 - 2013 : Claudine Rey
- 2015-2022  : Roger Martelli et Joël Ragonneau
- depuis 2022 : Sylvie Braibant et Joël Ragonneau

## Pour approfondir